# George Byng (3e vicomte Torrington)
George Byng, 3e vicomte de Torrington (21 septembre 1701 - 7 avril 1750), de Southill Park dans le Bedfordshire, est un officier de l'armée britannique et un pair.

## Biographie
Il est le deuxième fils de l'amiral George Byng 1er vicomte Torrington (1663-1733), de Southill Park dans le Bedfordshire.

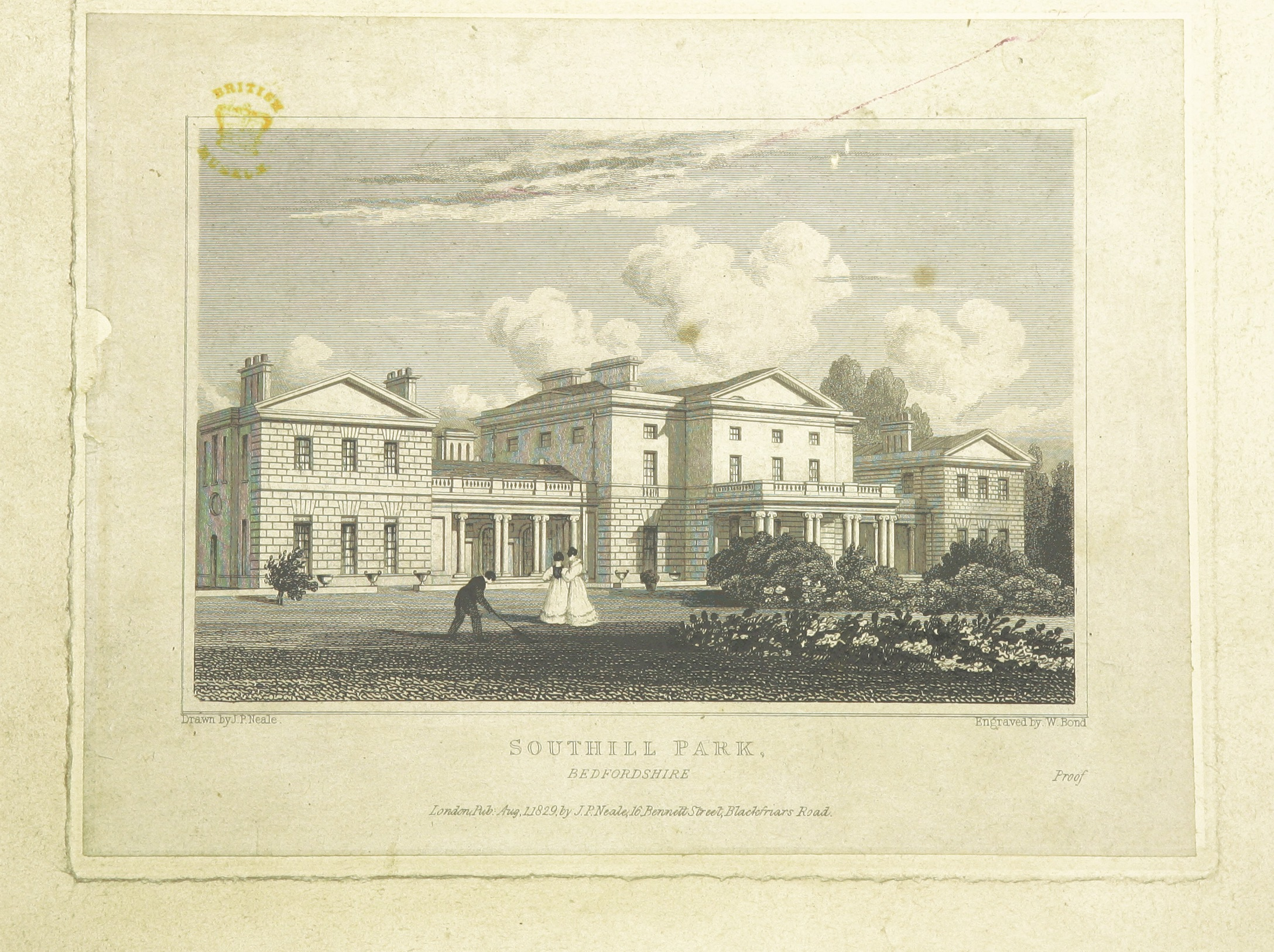
Southill Park, Bedfordshire

Il succède à son frère aîné mort sans enfant, Pattee Byng (2e vicomte Torrington) (1699-1747) comme vicomte et hérite du siège de la famille à Southill Park, dans le Bedfordshire.
De 1742 à 1748, Byng est colonel du 4e régiment de marines. De 1749 à 1750, il est colonel du 48e régiment d'infanterie. Il termine sa carrière militaire avec le grade de major général.

## Mariage et descendance
Le 21 août 1736, il épouse Elizabeth Daniel, petite-fille de Peter Daniel, dont il a deux enfants
- George Byng (4e vicomte Torrington) (1740-1812)
- John Byng, 5e vicomte Torrington (1743-1813)

Il meurt le 7 avril 1750 et est enterré dans le mausolée de Byng, dans l'église de la Toussaint à Southill, Bedfordshire construite pour l'inhumation de son père.